# Huajintlán
Huajintlán es una localidad del estado mexicano de Morelos. Es parte del municipio de Amacuzac.

## Toponimia
El nombre «Huajintlán» proviene de los términos en náhuatl: huaxin, guaje; tlan, lugar de abundancia. Su significado es «Lugar donde abundan los guajes».

## Demografía
| Gráfica de evolución demográfica |
|                                  |

| Censo | Población |
| ----- | --------- |
| 1900  | 381       |
| 1910  | 597       |
| 1921  | 401       |
| 1930  | 427       |
| 1940  | 671       |
| 1950  | 885       |
| 1960  | 1030      |
| 1970  | 1439      |
| 1980  | 1728      |
| 1990  | 1607      |
| 2000  | 1880      |
| 2010  | 1792      |
| 2020  | 1788      |